# ガール・クレイジー (1943年の映画)
『ガール・クレイジー』(Girl Crazy) は、1943年のアメリカ合衆国のミュージカル映画。
ジュディ・ガーランドとミッキー・ルーニーが主演し、メトロ・ゴールドウィン・メイヤーのアーサー・フリードのチームがプロデュースした。ガイ・ボルトン、ジャック・マゴワン脚本、ジョージ・ガーシュウィン、アイラ・ガーシュウィン作詞作曲のブロードウェイ・ミュージカル『ガール・クレイジー』を原作としている。ガーランドとルーニーが共に主演した映画9作品の最後の作品となっている。
当初バスビー・バークレーが監督を務めていたが、すぐにノーマン・タウログと交代となった。原作ミュージカルから6曲全てを使用し、ガーシュウィンの曲「Fascinating Rhythm」が追加された。

## ストーリー
若いプレイボーイのダニー・チャーチル・ジュニア(ミッキー・ルーニー)にとって心配性で大物の父親(ヘンリー・オニール)が悩みの種である。女性から引き離し学業に専念してもらいたい父親は、ダニーをイェール大学からサボテンが生い茂る西部の男子校であるコディ鉱農大学に転籍させる。
駅から離れた大学に向かって長い道のりを歩いていると、地元の郵便局員で学生たちに人気のあるジンジャー・グレイ(ジュディ・ガーランド)と出会う。ダニーはジンジャーに一目惚れする。最初は古い施設、扱いの悪さ、同級生たちによる子供じみたいたずらに嫌気がさすが次第に慣れていき、ジンジャーにアプローチを始める。
2人は互いに惹かれ合うが、ジンジャーの祖父が経営するコディ鉱農大学が志願者減少のため閉校すると聞き落胆する。ダニーは父親の名を借りて州知事(ハワード・フリーマン)との面会を取り付け、1ヶ月で志願者を増やして閉校をなかったことにすると約束する。ダニーは西部劇をテーマとするロデオの女王コンテストが大学志願者のみならず女性たちの注目も集めるのではないかと考える。
トミー・ドーシーのバンドが演奏し、イベントは成功する。しかしダニーはロデオの女王にジンジャーではなく州知事の娘を選ぶ。入学希望者は急増し、大学の将来は安泰となる。ダニーはジンジャーの心を取り戻さなくてはならない。2人は無事和解し、盛大に祝う。

## キャスト
- ジンジャー・グレイ：ジュディ・ガーランド
- ダニー・チャーチル・ジュニア：ミッキー・ルーニー
- バド・リバーモア：ギル・ストラトン
- ヘンリー・ラスロップ：ロバート・E・ストリックランド
- ラグス：ラグス・ラグランド
- 歌手：ジューン・アリソン
- ポリー・ウィリアムズ：ナンシー・ウォーカー
- フィニアス・アーモア学長：ガイ・キビー
- マージョリー・テイト：フランセス・ラファティ
- ダニー・チャーチル・シニア：ヘンリー・オニール
- テイト知事：ハワード・フリーマン
- トミー・ドーシー&オーケストラ
- ダンサー：チャールズ・ウォルタース[1]

特記:
- ジューン・アリソンの映画デビュー作となった。
- ジュディ・ガーランド演じるジンジャー・グレイはオリジナルのブロードウェイ版ではジンジャー・ロジャースが演じた[4]。

## 使用楽曲
特記のない限り、全ての楽曲がジョージ・ガーシュウィン(作曲)、アイラ・ガーシュウィン(作詞)によるものである。
1. Treat Me Rough - ジューン・アリソン、ミッキー・ルーニー、コーラス、トミー・ドーシー&オーケストラ
2. Bidin' My Time - ジュディ・ガーランド、キングス・メン
3. Could You Use Me? - ミッキー・ルーニー、ジュディ・ガーランド
4. Happy Birthday Ginger (ロジャー・イーデンス作曲)
5. エンブレイサブル・ユー Embraceable You - ラグス・ラグランドとコーラス、ジュディ・ガーランドとコーラス、チャールズ・ウォルターズ(ガーランドとのダンス)[1]
6. Fascinating Rhythm - トミー・ドーシー&オーケストラ
7. バット・ノット・フォー・ミー But Not For Me - ラグス・ラグランド、ジュディ・ガーランド
8. アイ・ガット・リズム I Got Rhythm - ジュディ・ガーランド、ミッキー・ルーニー、コーラス、トミー・ドーシー&オーケストラ

ミュージカル・シーンの振付はジャック・ドナヒューが行なったが、「エンブレイサブル・ユー」はチャールズ・ウォルターズが担当した。ガーランド、ルーニー、ナンシー・ウォーカーが歌唱した「Bronco Busters」はカットされた。
ミュージカル・シーンはステレオで収録されたが、公開時にはモノラルと混合となった。ライノ・レコードはオリジナルのステレオでCDをリリースした。ステレオ収録されたトミー・ドーシー&オーケストラの演奏はこれが唯一である可能性がある。

## 制作
当初、フレッド・アステアとエレノア・パウエルが『踊るニュウ・ヨーク』に引き続いて主演する予定であった。
MGMのアーサー・フリードのチームで編曲者および共同プロデューサーのロジャー・イーデンスは、子役からの脱却を切望するガーランドに対し、ルーニーとの主演をあと1作制作することが最善策だと説得した。
1943年1月上旬、バスビー・バークレー監督により制作が開始した。バークレーはこれまで『青春一座』(1939年)、『ストライク・アップ・ザ・バンド』(1940年)、『ブロードウェイ』(1941年)でルーニーとガーランドと共に最大のヒット作を作り出してきた。しかしバークレーは複数の理由により解雇された。バークレーとイーデンスはバークレーによる「アイ・ガット・リズム」の演出で意見が対立していた。のちにイーデンスは、バークレーの大人数でのアンサンブル、複雑なカメラワーク、鞭や銃の音が音楽やガーランドの声をかき消していたと語った。MGMはバークレーが複雑なミュージカル・シーンのために多額の予算を使うことも快く思っていなかった。決定的であったのはガーランドとの不仲である。ガーランドはバークレーの要求の厳しい演出方法に抑圧されていた。のちにガーランドは「大きな鞭で叩かれ走らされているようだった」「その日1日を生き延びられるだろうかと考えていた」と語った。バークレーが本作で関わったのは「アイ・ガット・リズム」がほぼ唯一となった。
2月上旬、ノーマン・タウログがバークレーの後任となった。タウログの穏やかな監督スタイルはバークレーのものとは大いに異なっていた。映画史家のフランク・N・メイギルはタウログの監督方法について、ミュージカル・シーンが映画の特性を示し、ミュージカル映画の新たな様式の幕開けを反映していると記した。
本作の一部はカリフォルニア州パームスプリングス近くの砂漠で撮影された。

## 評価
評価はおおむね好評であった。

## 興行収入
MGMの記録によると、アメリカとカナダで$2,608,000、その他で$1,163,000の興行収入があり、利益は$1,068,000であった。1943年で興行収入の高い作品の1つとなった。
フランスでの観客898,335名を記録した。

## ホームメディア
1991年3月22日、MGMミュージカル・ラインナップの一環としてVHSが初めてリリースされた。MGMはレーザーディスクもリリースし、2001年、ワーナー・ブラザースより元のフォーマットでリリースされた。
2007年9月25日、「The Mickey Rooney & Judy Garland Collection」に収録されリリースされた。
2018年10月2日および2020年7月20日、ワーナー・アーカイブ・コレクションの一環で、単体のDVDおよびブルーレイがリリースされた。

## 他のバージョン
ブロードウェイ・ミュージカル『ガール・クレイジー』の映画化は本作の他に、1932年、RKOによる『頓珍漢嫁探し』がリリースされた。バート・ウィーラー、ロバート・ウールシー、ドロシー・リーが主演した。
また、1965年、MGMから『青空のデイト』がリリースされ、コニー・フランシスとハーマンズ・ハーミッツが出演した。

## 特記
1. ↑  The pair appeared in 1948's Words and Music together, both as guest stars.